# سانتا مارگریتا لیگور
سانتا مارگریتا لیگور (به ایتالیایی: Santa Margherita Ligure) یک کومونه در ایتالیا است که در استان جنوا واقع شده‌است. سانتا مارگریتا لیگور ۹٫۸ کیلومتر مربع مساحت و ۹٬۶۳۹ نفر جمعیت دارد و ۱۳ متر بالاتر از سطح دریا واقع شده‌است.

## خواهرخوانده
شهر Cavalaire-sur-Mer خواهرخواندهٔ سانتا مارگریتا لیگور هست.